# Anorbanus barbieri
Anorbanus barbieri är en stekelart som beskrevs av Boucek 1991. Anorbanus barbieri ingår i släktet Anorbanus och familjen puppglanssteklar.
Artens utbredningsområde är Algeriet. Inga underarter finns listade i Catalogue of Life.